# Кузовлєв Дмитро Ігорович
Дмитро Ігорович Кузовлєв (нар. 18 грудня 1990) — український футбольний арбітр. У 2019 році розпочав обслуговувати футбольні матчі чемпіонату України у першій лізі.